# Фтороксивольфрамат таллия
Фтороксивольфрамат таллия — неорганическое соединение, соль металла таллия и фтороксивольфрамовой кислоты (в свободном состоянии не существует), формула Tl[WO2F3]. При нормальных условиях представляет собой белые кристаллы, плохо растворяется в воде.

## Получение
- Вещество получается взаимодействием раствора плавиковой кислоты с фторидом таллия(I) и триоксидом вольфрама.

## Физические свойства
Фтороксивольфрамат таллия образует белое вещество, малорастворимое в воде.